# Джон Мерсер
Джон Мерсер Дж. П. (21 лютого 1791 — 30 листопада 1866) — англійський хімік і виробник тканин, який народився в Грейт-Гарвуді, Ланкашир. У 1844 році він розробив процес обробки бавовни, мерсеризацію, яка покращила багато її якостей для використання в тканинах.

## Життєпис
Джон Мерсер ніколи не ходив до школи; він навчився читати й писати у свого сусіда. Він дуже любив фарбування і експериментував, щоб знайти нові методи. За підручником він сам навчався хімії барвників. У 1817 році він відкрив Сульфід стибію, перший якісний помаранчевий пігмент, доступний для друку на бавовняній тканині.
Він розробив процес мерсеризації в 1844 році і був прийнятий до Королівського товариства, Філософського товариства та Хімічного товариства.
Мерсер був піонером у дослідженні протимікробних препаратів, запобігаючи поширенню холери в Сайксайді (нині частина Гаслінгдена) у 1847 році за допомогою хлористого вапна, або «гіпохлориту кальцію», який сьогодні використовується для дезінфекції громадських басейнів і питної води.
У 1814 році він одружився з Мері Волстенхолм; разом вони мали шестеро дітей. Його дружина померла в 1859 році, і згодом він став присяжним на другій Великій виставці в 1862 році, а також мировим суддею в Ланкаширі, продовжуючи читати лекції в Клейтон-ле-Мур і підтримувати місцеві англіканську та методистську церкви.
Згідно з переписом 1861 року, він був 70-річним «хіміком», який проживав зі своїм сином Джоном і ще 12 людьми в лондонському готелі Берлінгтон, 29 (Флоренс Найтінгейл була по сусідству, під номером 30). Мерсер помер удома в 1866 році і був похований у церкві Святого Варфоломія, Великий Гарвуд. Кошти на його вшанування надала його донька Марія, і в 1903 році в Грейт-Харвуді було відкрито годинникову вежу, а також Мерсер-холл. Котедж Мерсера в Океншоу, Клейтон-ле-Мур, був переданий під музей і парк.